# George Playfair, 2. Baron Playfair
George James Playfair, 2. Baron Playfair (* 31. März 1849; † 26. Dezember 1939) war ein britischer Peer und Militär.
Er war der einzige Sohn des Chemikers und Politikers Lyon Playfair, aus dessen erster Ehe mit Margaret Eliza Oakes. Sein Vater wurde 1892 zum Baron Playfair erhoben.
Er begann eine Laufbahn bei der Royal Artillery der British Army und schloss 1870 seine Offiziersausbildung an der Royal Military Academy ab. Als er zeitweise unter Halbsold stand, meldete er sich als Kriegsfreiwilliger auf russischer Seite zum Russisch-Osmanischen Krieg und kämpfte in den Schlachten bei Plevna (1877) und am Shipka Pass (1878). 1885 wurde er zum Major und 1892 zum Lieutenant-Colonel befördert. 1903 wurde er zum Brigadier-General befördert und war bis 1906 für die Küstenverteidigung zuständig. Von 1903 bis 1929 war er Honorary Colonel der 2nd Highland Brigade der Royal Field Artillery.
Beim Tod seines Vaters erbte er 1898 dessen Adelstitel als 2. Baron Playfair und wurde dadurch Mitglied des House of Lords.
Aus seiner 1877 geschlossenen ersten Ehe mit Lucy Osborne Matthews († 1887) hatte er eine Tochter, Hon. Lucy Jessie Lyon Playfair, die 1907 Major Lionel Culme Soltau-Symons heiratete.
Aus seiner 1888 geschlossenen zweiten Ehe mit Augusta Mary Hickman hatte er einen Sohn, Hon. Lyon George Henry Lyon Playfair (1888–1915), der als Captain der Royal Artillery kinderlos im Ersten Weltkrieg fiel.
Er starb 1939 im Alter von neunzig Jahren. Da er keine männlichen Nachkommen hinterließ, erlosch sein Adelstitel mit seinem Tod.